# Redistribución de la riqueza

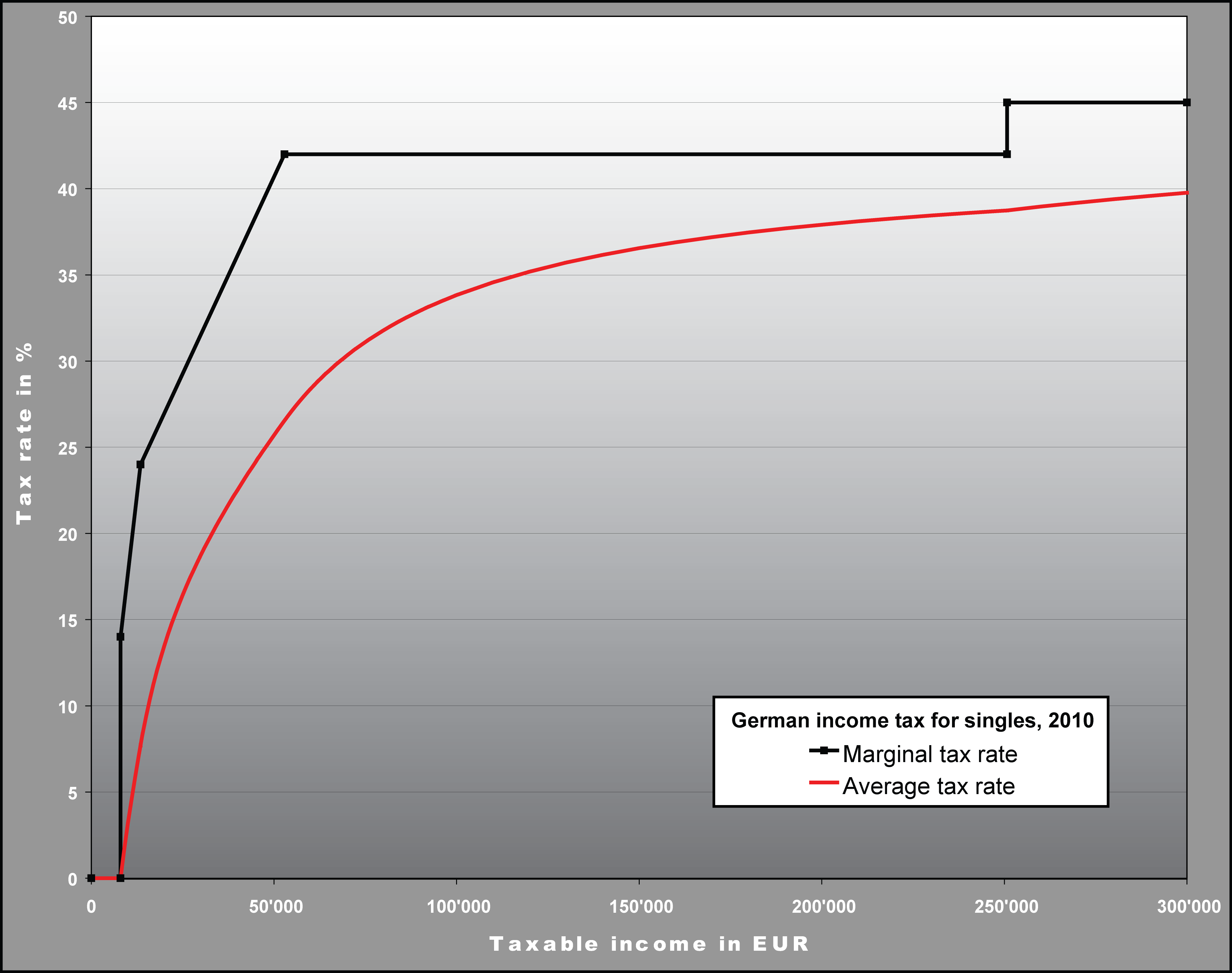
Índices de impuestos progresivos alemanes para diferentes ingresos. El impuesto progresivo grava a los ricos con una tasa más alta, para redistribuir los ingresos.

La redistribución de los ingresos y la redistribución de la riqueza son, respectivamente, la transferencia de ingresos y de riqueza (incluida la propiedad física) de unas personas a otras mediante mecanismos sociales como impuestos, caridad, estado del bienestar, servicios públicos, subsidios, reforma agraria, políticas monetarias, confiscación, divorcio o acciones legales de reparación de daños. El término normalmente se refiere a redistribución en un contexto económico amplio más que entre individuos específicos, y a ceder desde quienes tienen más para transferir a quienes tienen menos.
Una política impositiva de redistribución no debería confundirse con la predistribución de la riqueza, que, según Joaquín Estefanía es «el conjunto de políticas que en lugar de fijarse en mitigar la desigualdad se concentran en originar previamente menos desigualdad». Las deducciones a medida, a menudo llamadas lagunas fiscales, tienden a perpetuar las diferencias de ingresos en vez de poner en práctica un sistema de impuestos neutral, como el de tipo único. Se han lanzado muchas propuestas alternativas de imposición, pero sin la voluntad política para cambiar el statu quo. Una de ellas, la "Regla Buffett", es un modelo de impuestos híbrido, una combinación equilibrada de sistemas opuestos, que pretende minimizar el favoritismo del diseño interesado del sistema impositivo.
Los efectos de un sistema de redistribución son activamente debatidos en los terrenos económico y moral. La cuestión incluye diferentes análisis de sus fundamentos, objetivos y medios, y de la eficacia de sus políticas. Una encuesta de 2003 entre 264 miembros de la Asociación Económica Americana halló que el 71,2 % de ellos apoyan la redistribución, mientras que el 20,4 % se oponen y el 7,2 % no se pronuncia.
Algunos críticos consideran que "todo sistema económico es un sistema de redistribución de la riqueza" 

## Grafías del concepto
El título original (Redistribution of income and wealth) de la página en inglés (de la que esta página en español es la traducción) se traduciría como "Redistribución del ingreso y la riqueza", pero la forma más habitual de escribir el concepto en español es "redistribución de la riqueza".
Se habla de redistribución de la riqueza, mientras que lo que realmente se hace es redistribución de los ingresos, a través de impuestos sobre la renta, que son los más extendidos; la riqueza se distribuiría con impuestos sobre sucesiones o sobre el patrimonio, que recaudan muchísimo menos dinero, y que en muchos países ni siquiera existen.

## Historia
En todas las sociedades antiguas organizadas (sumeria, egipcia, romana, maya, etc.) existían impuestos y se concebían para pagar el ejército, templos, palacios o administración de justicia. La idea de quitar dinero a los que tienen mucho para repartirlo entre quienes tienen poco es relativamente moderna. La primera aparición de "redistribution" en francés data de 1690, pero su articulación política no se produce hasta el siglo XIX.
Otra forma temprana de redistribución de riqueza se dio en las primeras colonias inglesas en Norteamérica, bajo la jefatura de William Bradford. Escribió en su diario que este "curso común" fomentaba la confusión, el descontento y la desconfianza, y que los colonos lo consideraban una forma de esclavitud.

## Función en los sistemas económicos
Los diferentes sistemas económicos presentan varios grados de intervencionismo con el objetivo de redistribuir ingresos, dependiendo de cuán desiguales son sus distribuciones iniciales de ingresos. La redistribución de ingresos es inherentemente imposible en una economía capitalista de libre mercado, mas las actuales democracias occidentales tienden a presentar grados altos de redistribución de ingresos. Aun así, el Gobierno de Japón se embarca en mucha menos redistribución porque la distribución salarial inicial es mucho más homogénea que en las economías occidentales. De manera similar, las antiguas economías socialistas planificadas de la Unión Soviética y el Bloque Oriental llevaban a cabo muy poca redistribución, porque no existían en la práctica ingresos de la tierra ni del capital privado –los mayores impulsores de la desigualdad de ingresos en los sistemas capitalistas– y porque era el Gobierno quien establecía los salarios, es decir, los ingresos se distribuían de forma inicialmente igualitaria.

## Formas modernas de redistribución
Hoy, en la mayoría de países democráticos (pero también en muchos regímenes autoritarios) se practica alguna forma de redistribución de ingresos. En un sistema de impuesto sobre la renta progresivo, un contribuyente con ingresos altos soportará una tasa impositiva mayor que otro con ingresos bajos. Otro método de redistribución basado en los impuestos es el impuesto sobre la renta negativo: los contribuyentes de muy bajos ingresos no pagan impuesto sobre la renta, sino que lo cobran, porque el Estado les abona una cantidad para complementar sus ingresos.
Otros tipos de redistribución estatal de ingresos son:
- los subsidios (como el de desempleo o el de enfermedad)
- las pensiones[12] (de vejez, de discapacidad, de orfandad y otras)
- un sistema sanitario público[13]
- un sistema educativo público[13]
- los vales (de comida, por ejemplo)

Algunos de estos programas de transferencia de rentas están financiados a través de impuestos generales (otros se financian mediante cotizaciones sociales), pero benefician a los pobres, que pagan pocos impuestos o ninguno. Aunque las personas beneficiarias de tales programas puedan preferir que se les dé directamente dinero en efectivo, las transferencias mediante subsidios o vales pueden ser más aceptables para la sociedad, ya que así puede controlar en cierta medida cómo se gastan los fondos.
La diferencia entre el índice de Gini de distribución de ingresos antes de impuestos y el índice de Gini después de impuestos es un indicador de los efectos en la redistribución de dichos impuestos. Esta diferencia también puede servir para evaluar otros tipos de redistribución.
La redistribución de riqueza puede efectuarse a través de la reforma agraria, que transfiere la propiedad de tierras de una categoría de personas a otra, o a través de impuestos sobre las herencias (impuesto de sucesiones) o impuestos directos sobre la riqueza (impuesto sobre el patrimonio). Los efectos de estas políticas pueden medirse a través de los índices de Gini antes y después de aplicarlas.

## Objetivos
Los objetivos de la redistribución de ingresos son aumentar las oportunidades y la estabilidad económica de los miembros menos ricos de la sociedad, de modo que esta redistribución habitualmente incluye la financiación de servicios públicos.
Un fundamento de la redistribución es el concepto de justicia distributiva, cuya premisa es que dinero y recursos deben distribuirse de tal manera que lleven a una sociedad socialmente justa, y posiblemente, más igualitaria financieramente. Otro argumento es que una clase media más amplia beneficia a una economía al permitir que más individuos sean consumidores, a la vez que proporciona igualdad de oportunidades para lograr un mejor nivel de vida. Un argumento adicional, que aparece por ejemplo en el trabajo de John Rawls, es que una sociedad verdaderamente justa se organizaría de una manera que beneficiara a los menos aventajados, y cualquier desigualdad sería permisible solo si beneficia a los menos aventajados (por ejemplo, se puede tolerar que los médicos tengan mayores salarios porque, de lo contrario, menos gente estudiaría para médico y no habría quien curara a los pobres).
Algunos partidarios de la redistribución argumentan que una externalidad del capitalismo es la desigual distribución de la riqueza.
Otros, como Paul Krugman, argumentan que la desigualdad de ingresos es causa de crisis económicas, y que reducir esta desigualdad es una manera de impedir o aliviar estas crisis. De esta forma la redistribución beneficia al conjunto de la economía. Esta visión estuvo asociada con la escuela subconsumista en el siglo XIX, que ahora se considera un aspecto de algunas escuelas de economía keynesiana. También ha sido postulada, por razones diferentes, por la economía marxista. Particularmente, en los EE. UU. de la década de 1920 por Waddill Catchings y William Trufant. Actualmente existe un gran debate respecto a cuánto más ricos se han hecho los extremadamente ricos en décadas recientes. Thomas Piketty, con su libro El capital en el siglo XXI, es su mayor exponente, criticado en ciertas publicaciones como The Economist.

### Obligación moral
El argumento de Peter Singer contrasta con el de Thomas Pogge en que afirma que tenemos la obligación moral individual de ayudar a los pobres.

## Efectos económicos de la desigualdad

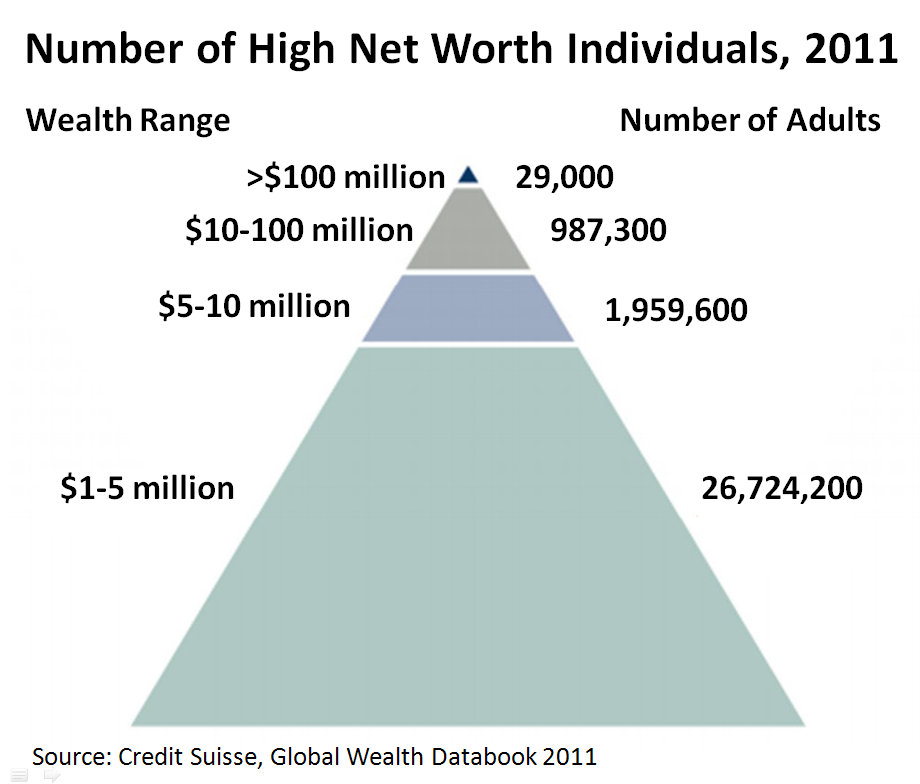
Número de personas muy ricas en el mundo en 2011

Utilizando estadísticas de 23 países desarrollados y los 50 estados de los EE. UU., los investigadores británicos Richard G. Wilkinson y Kate Pickett muestran, por un lado, una correlación entre desigualdad de ingresos e índices más altos de problemas sanitarios y sociales (obesidad, enfermedad mental, homicidios, madres adolescentes, encarcelamiento, conflictos infantiles y drogadicción). Por otro lado también muestran correlación entre desigualdad de ingresos e índices más bajos de bienes sociales (esperanza de vida, rendimiento educativo, confianza entre desconocidos, estatus de la mujer, movilidad social e incluso número de patentes concedidas per cápita). Los autores arguyen que la desigualdad lleva a males sociales creando tensión psicosocial y preocupación por el estatus.
Un informe del Fondo Monetario Internacional por Andrew G. Berg y Jonathan D. Ostry encontró en 2011 una asociación fuerte entre niveles más bajos de desigualdad y períodos sostenidos de crecimiento económico. Países en desarrollo (como Brasil, Camerún, Jordania) con la desigualdad alta han «tenido éxito en iniciar crecimiento a índices altos durante unos cuantos años» pero «los períodos más largos de crecimiento se asocian de manera robusta con más igualdad en la distribución de ingresos.»

## Críticas
La teoría de la elección pública afirma que la redistribución tiende a beneficiar a los que tienen el poder político para fijar prioridades de gasto, más que a los necesitados, que carecen de influencia real sobre el Gobierno.
Los economistas socialistas John Roemer y Pranab Bardhan critican la redistribución vía impuestos en el contexto de la socialdemocracia de estilo nórdico, destacando su éxito limitado en promover un relativo igualitarismo y su falta de sostenibilidad. Señalan que la socialdemocracia requiere un movimiento laborista fuerte (partidos socialistas o similares con opciones de gobernar) para sostener su intensa redistribución, y que es poco realista esperar que tal redistribución sea factible en países con movimientos laboristas más débiles. Señalan que, incluso en los países escandinavos, la socialdemocracia ha declinado desde que se debilitó el movimiento laborista. En cambio, Roemer y Bardhan arguyen que cambiar los patrones de propiedad de empresa y socialismo de mercado, obviando la necesidad de redistribución, sería más sostenible y eficaz en promover el igualitarismo.
Los economistas marxistas argumentan que las reformas socialdemócratas –incluyendo políticas para redistribuir ingresos– como el subsidio de paro e impuestos altos a los beneficios y a los ricos, crean más contradicciones en el capitalismo, al limitar más la eficacia del sistema capitalista mediante la reducción de incentivos para que los capitalistas inviertan en aumentar la producción. En la visión marxista, la redistribución no puede resolver las cuestiones de fondo del capitalismo –solo puede hacerlo la transición a una economía socialista.
Los economistas liberales argumentan que, en esencia, la redistribución del ingreso es "castigar al exitoso" y que desincentiva el trabajo y el progreso económico del individuo.